# Traité des gestes
 (janvier 2018).
Le Traité des gestes est un essai de l’écrivain français Charles Dantzig. Il paraît chez Grasset en 2017.
À la croisée de l’observation aiguë de son temps, de l’enquête érudite sur l’origine et la survivance des gestes, et des confessions autobiographiques, l’essai entreprend le travail inédit de constituer un véritable « gestuaire » de notre temps.

## Présentation
Selon Le Figaro, Charles Dantzig « s'est appuyé sur une observation assidue de ses contemporains, sur d'innombrables lectures et une érudition de cinéphile. Il en tire des enseignements sur ce que révéleraient les gestes, les attitudes, les poses, et l'auteur lui-même ». Sud Ouest commente de même : « Les gestes. Ils nous échappent, et nous révèlent. Un battement de paupières. Un regard qui se détourne. Un haussement d’épaules... ». Selon Paris Match, « Charles Dantzig passe au révélateur nos moindres mimiques, nos mouvements les plus fugaces », « une intonation, un mouvement de la tête, une posture, un rien vous échappe et tout vous trahit ». 
Présentant l'ouvrage de Charles Dantzig, France Culture pose les questions suivantes : « Geste avec la langue, geste avec les mains, gestes d’adieu, s’assoir, sourire, fausseté du geste, gestes nationaux, gestes oubliés », « qu’est ce qu’un geste ? De quoi est-il le prolongement ? Que disent ces gestes que tout le monde fait et que personne ne semble vraiment remarquer ? ».
Pour suivre une catégorie qu’il a établie dans d’autres de ses livres (Dictionnaire égoïste de la littérature française, À propos des chefs-d’œuvre), tout livre a un sujet apparent et un sujet réel. Le sujet apparent du Traité des gestes est bien une analyse méthodique des gestes et de leur sens, leur sujet réel une tentative de nouvelle forme d'autobiographie (« […] autre chose qu’une radioscopie brillante du genre humain.[…] Geste essentiel celui-là : l’esthète tombe le masque. On voit alors son cœur à vif » Étienne de Montety, Le Figaro littéraire, 12 octobre 1927). L'ouvrage est formé d'un ensemble de plus ou moins brefs chapitres qui, sous les apparences d'une liste, tentent d'épuiser le vaste sujet des gestes. Il entremêle à la fois réflexions philosophiques sur l'origine et la signification des gestes, anecdotes historiques et autobiographiques. Dans son ambition totalisante, l'auteur propose un vaste catalogue de toutes les gestuelles qu'il a pu observer ou rechercher, afin d'aborder méthodiquement toutes les facettes de cette propriété des êtres humains et des animaux. Que sont les gestes propres à tout un chacun (gestes trompeurs, gestes fiers, gestes de comédie, gestes rituels, , etc.), les gestes de chacune des parties du corps, puis les gestes relatifs aux objets, les gestes propres à une frange de la société, les gestes d'une classe, d'un pays, d'une époque ou de personnalités remarquables, leur origine et leur perpétuation : ainsi passent sous le regard de l'écrivain les gestes de l'artisanat, des lecteurs, de l'écrivain, les gestes militaires, les gestes des fourbes, les gestes des cuistres, les gestes nationaux, puis les gestes de danseurs, de chanteurs, d'artistes, de Fellini à Schiele. 
L'essai est enrichi de mille références à l'Histoire, la littérature, la peinture, le cinéma, la danse ou la vie quotidienne. En accord avec sa forme de traité, l'essai ne s'arrête pas à ce catalogue plus qu'exhaustif, mais propose une vision personnelle de l'essence et de la forme des gestes, y voyant un moyen de dépasser la parole, étoffer la communication, enrichir l'être personnel et, finalement, contredire le temps par leur vie propre transcendant les espaces, les classes et les époques. C'est ces connexions souterraines, ces rapprochements insoupçonnés que l'inventaire de Charles Dantzig exhume, brassant des observations faites aussi bien à Paris qu'en Iran ou aux États-Unis, et voyant par exemple dans les gestes de Mick Jagger la résurgence des attitudes baroques des princes anglais peints par Van Dyck.

## Réception critique
L'essai a été récompensé en 2017 du prix Transfuge du meilleur essai.
- « C'est unique dans l'histoire de la littérature » (Vincent Roy, Le Monde des Livres, 27 octobre 2017)
- « Charles Dantzig est un explorateur des grands ensembles en même temps qu’un orpailleur des sources et des rus. » (Bernard Pivot, Le Journal du dimanche, 3 octobre 2017)
- « Passionnant, cet essai effilé comme une lame de rasoir alterne les sentences fulgurantes ramassées en quelques mots et les digressions au creux de vallons en compagnie de Rita Hayworth, James Dean ou Elena Ceausescu. Chaque page est un voyage intérieur dans les plis de l’inconscience. Dont Charles Dantzig, joignant la parole au geste, nous explique les modalités. » (Laurent Raphaël, Le Vif, 1er décembre 2017)
- D'après Le Monde, le livre est « savant et drôle », et le journal cite notamment l'extrait suivant : « L’érection est l’enfantin geste glouton du pénis »[7].
- Selon Bernard Pivot, « les connaissances déployées dans ce Traité des gestes sont diverses, considérables, stupéfiantes, abracadabrantes, inouïes, déraisonnables, enivrantes, pléthoriques, bref, dantzigiennes »[8].
- Pour Paris Match, « parcourir ce traité, c’est comme lire mille petites nouvelles ». « Charles a un vrai don pour extraire le miel des plantes vénéneuses et des fleurs. Rien ne lui échappe de vos ridicules, rien non plus de votre exquise nonchalance ou de votre inconsciente beauté. Son livre est comme une infinie syntaxe des mouvements du corps et donc de l’âme. Il ne loupe pas les gestes épais qui trahissent la fatuité ou le désir, mais ne manque pas non plus les légers qui révèlent votre élégance, votre calme ou votre indifférence »[4].

## Éditions
- Traité des gestes, éditions Grasset, 2017  (ISBN 978-2-246-81370-5)